# Æ̀
Cette page contient des caractères spéciaux ou non latins. S’ils s’affichent mal (▯, ?, etc.), consultez la page d’aide Unicode.
Æ̀ (minuscule : æ̀), appelé E dans l’A accent grave, est un graphème utilisé dans l’écriture du kom, du kunzi et du tikar. Il s’agit de la lettre Æ diacritée d’un accent grave.

## Représentations informatiques
Le E dans l’A accent grave peut être représenté avec les caractères Unicode suivants :
- décomposé (latin de base, diacritiques)[1],[2] :

| formes    | représentations | chaînes de caractères | points de code | descriptions                                        |
| --------- | --------------- | --------------------- | -------------- | --------------------------------------------------- |
| capitale  | Æ̀               | Æ◌̀                    | U+00C6 U+0300  | lettre majuscule latine ae diacritique accent grave |
| minuscule | æ̀               | æ◌̀                    | U+00E6 U+0300  | lettre minuscule latine ae diacritique accent grave |